# Flavopunctelia soredica
Flavopunctelia soredica är en lavart som först beskrevs av William Nylander och som fick sitt nu gällande namn av Hale. 
Flavopunctelia soredica ingår i släktet Flavopunctelia och familjen Parmeliaceae. Inga underarter finns listade i Catalogue of Life.

## Källor

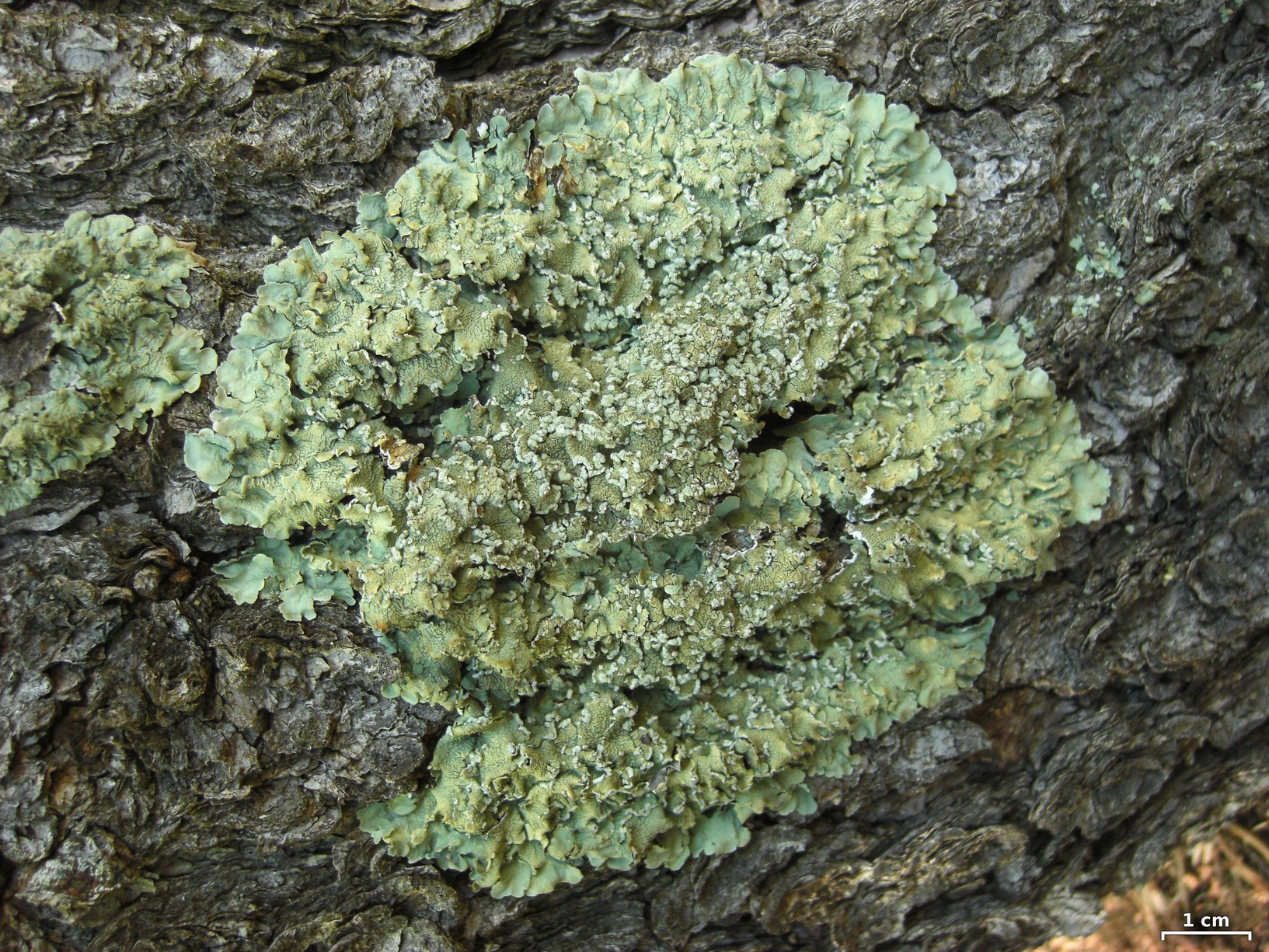
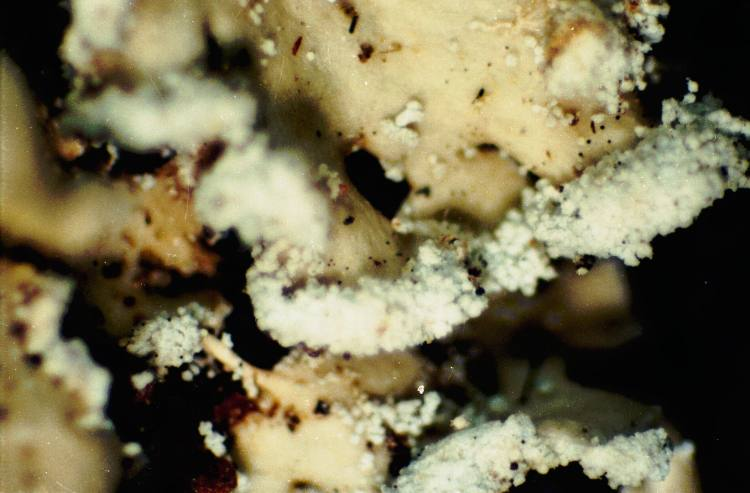
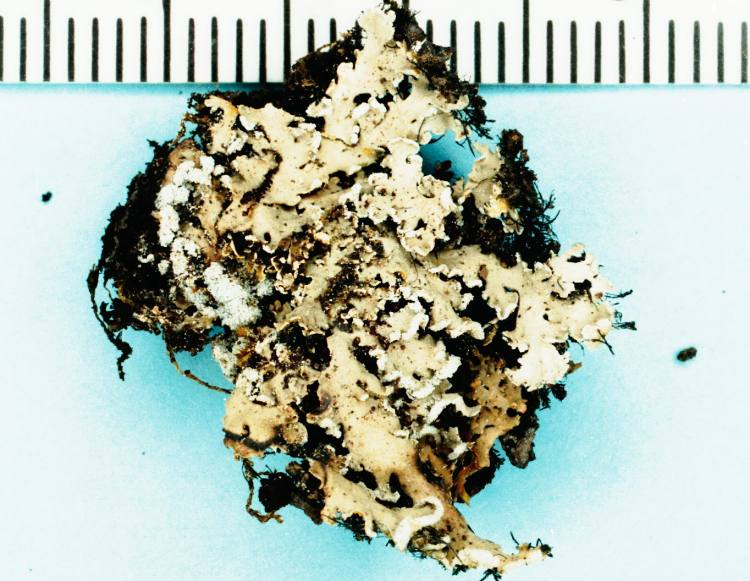
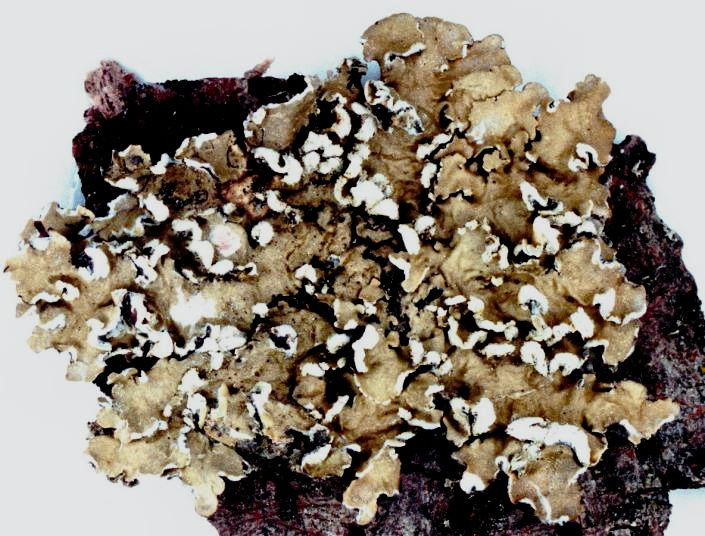